# Harmonie imitative
Une harmonie imitative est une répétition de sonorités qui permettent de suggérer certaines impressions.
Cette expression, bien que désignant un procédé stylistique qui existe depuis au moins le XVIIe siècle, est quant à elle employée depuis le début du XXe siècle seulement, c'est-à-dire depuis que la linguistique moderne a revu l'étude des procédés d'écriture en introduisant notamment de nouveaux classements.

## Exemples
- « Pour qui sont ces serpents qui sifflent sur vos têtes ? » (Andromaque, Jean Racine)

L'allitération en "s", dans ce vers, imite le sifflement des serpents dont il est question.
- « Oh! quel farouche bruit font dans le crépuscule / Les chênes qu'on abat pour le bûcher d'Hercule » (Victor Hugo)

Ces deux vers suggèrent les cognées des bûcherons et le bruit des arbres qui s'abattent avec leur feuillage.
- « Dans les trois jours, voilà le tac-tac-tac  //  Des mitraillettes qui reviennent à l'attaque » (Bonnie and Clyde - Serge Gainsbourg)

Le son d'une arme automatique est remarquablement suggéré.
- « Ta Katie t'a quitté / Tic-tac tic-tac / T'es cocu, qu'attends-tu ? / Cuite-toi, t'es cocu / T'as qu'à, t'as qu'à t' cuiter / Et quitter ton quartier / Ta Katie t'a quitté / Ta tactique était toc...  » (Boby Lapointe, Ta Katie t'a quitté)

Le passage évoque le bruit du réveil qui résonne aux oreilles du personnage et, au-delà, le temps qui passe et l'obsession de ses pensées. 